# Paltoga

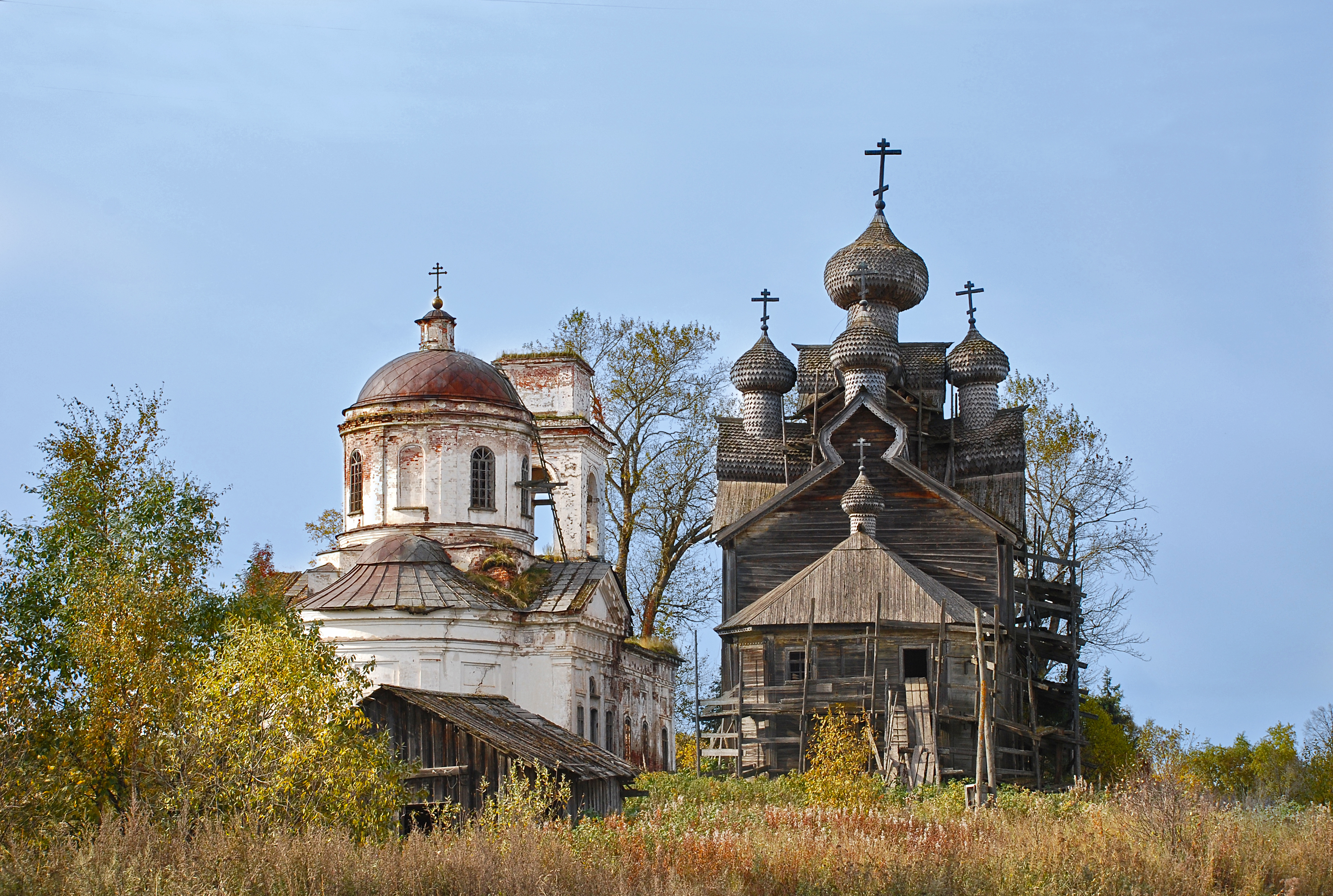
Nhà thờ ở Paltoga

Paltoga (tiếng Nga: Палтога) là một làng thuộc huyện Vytegorsky của tỉnh Vologda, Nga. Dân số: 295 (2002). Làng được thành lập năm 2001 bằng cách hợp nhất nhiều làng.